# Formule 1 v roce 2008
V pořadí 59. ročník Mistrovství světa jezdců Formule 1 a 50. ročník poháru konstruktérů. Začal 16. března prvním závodem na okruhu v Austrálii a skončí 2. listopadu v Brazílii.
V závodech se objevil jeden nový tým - Force India (bývalý Spyker). Do této sezóny měl také nastoupit tým Prodrive Davida Richardse, který měl používat šasi týmu McLaren. Ovšem z dohody mezi týmy nakonec sešlo a navíc nebyla potvrzena nová Concordská smlouva, podle které by právě mohly týmy dodávat svá šasi jiným týmům formule 1. Richards se však svého místa ve formuli 1 nevzdává a plánuje vstup svého týmu do mistrovství světa v roce 2009.
V roce 2008 se také pojedou dva nové závody, na nových městských okruzích. Grand Prix Evropy ve Valencii a Grand Prix Singapuru, která se poprvé v historii formule 1 pojede za umělého osvětlení v noci.
Sezóna 2008 bývá označována jako konec jedné epochy Formule 1. Po této sezóně se vozy razantně změnily-zmenšilo se zadní křídlo, "nosy" monopostů začali být na konci širší, místo drážkovaných gum se začaly používat opět slicky. Navíc monoposty o pár km/h na maximální rychlosti zpomalily. Od roku 2009 se také začal používat systém KERS ale jen u některých týmů s výjimkou sezony 2010, protože systém potřeboval doladit, tak se týmy dohodly, že jej nikdo nebude používat.

## Před sezónou

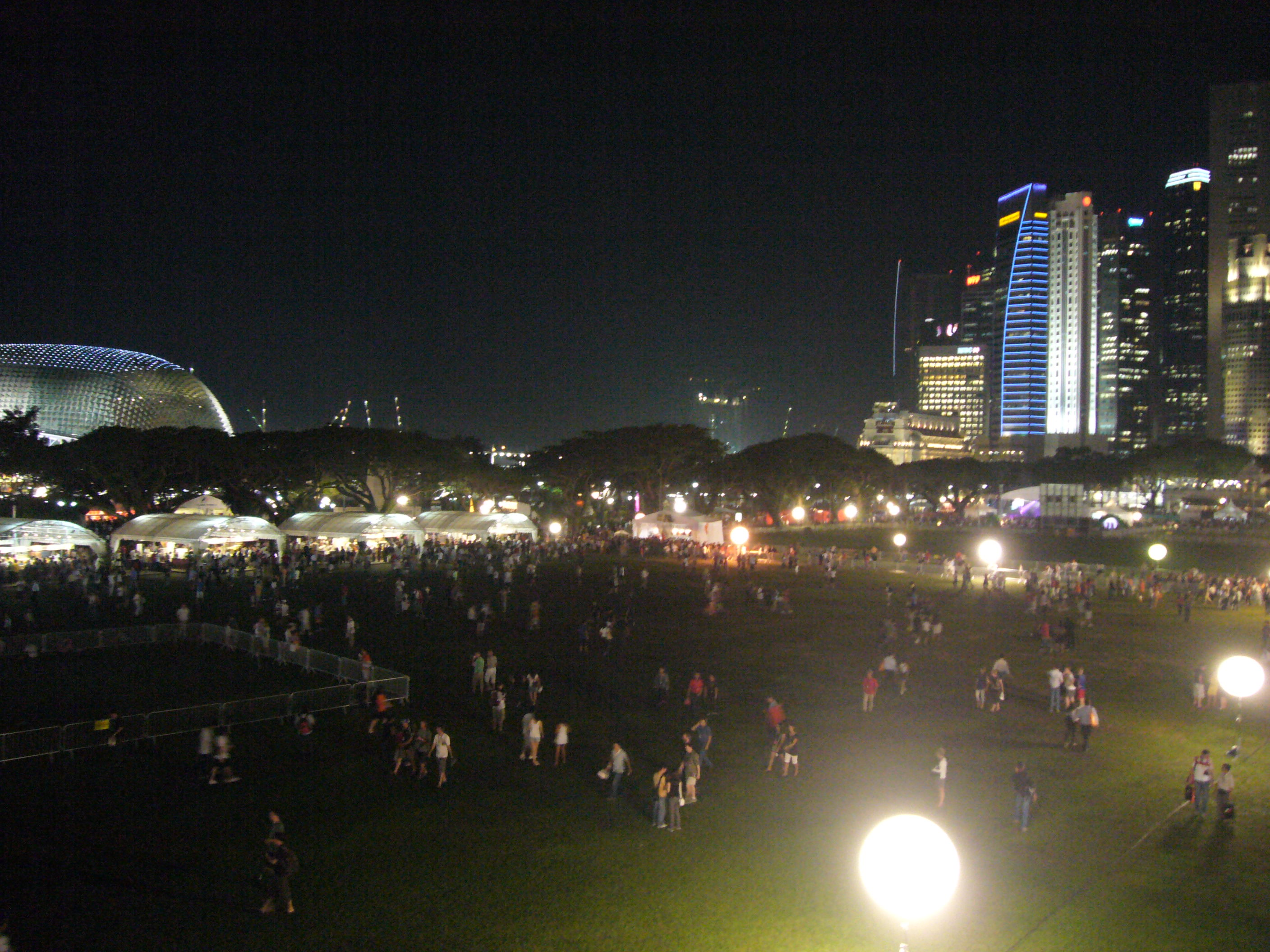
Noční singapurská Grand Prix

V kalendáři znovu přibyla osmnáctá Grand Prix, dva nové okruhy a závod za umělého osvětlení. První polovina kalendáře byla téměř beze změny, vypadla pouze Grand Prix USA v Indianapolis a z letních měsíců se na začátek sezóny posunula Grand Prix Turecka. Druhá polovina kalendáře doznala pestřejších změn. Do kalendáře se znovu vrací Grand Prix Německa, loni se v Německu sice jelo na Nürburgringu, ale jako Grand Prix Evropy. Evropskou Grand Prix tak hostil nový okruh ve Valencii, druhým premiérovým okruhem byla Marina Bay, kde se jela první uměle osvětlená Grand Prix a to Velká cena Singapuru. Situace ohledně účastnících se týmu byla také jasná. Již 14. února 2006 prezident FIA Max Mosley, oznámil, že všechny týmy, které chtějí startovat v sezóně 2008 musejí během jednoho týdne doručit oficiální přihlášku. Všech jedenáct týmu účastnících se šampionátu 2006 doručilo žádost dle daných kritérií stejně jako další zájemci o vstup do šampionátu. Mezi novými zájemci se objevili indický magnát Vijay Mallya, jenž koncem sezóny 2007 koupil upadající Spyker, nebo stále se vracející David Richards  s projektem Prodrive. Žádosti zamítnuté v předkole patřili Paulu Stoddartovi  , který se pokusil navrátit Minardi do světa Grand Prix, dále Eddimu Jordanovi  a projektům Direxiv  a Carlin Motorsport.

## Testy
| Datum                                  | Jezdec                   | Vůz                      | Výsledky                 |
| Testy - Fiorano 7. leden               | Testy - Fiorano 7. leden | Testy - Fiorano 7. leden | Testy - Fiorano 7. leden |
| -------------------------------------- | ------------------------ | ------------------------ | ------------------------ |
| 7. leden                               | Kimi Räikkönen           | Ferrari F2008            | 01:00.897                |
| Testy - Jerez 9. leden - 11. leden     |                          |                          |                          |
| 9. leden                               | Pedro de la Rosa         | McLaren MP4-23           | 01:19.655                |
| 10. leden                              | Lewis Hamilton           | McLaren MP4-23           | 01:19.132                |
| 11. leden                              | Lewis Hamilton           | McLaren MP4-23           | 01:19.691                |
| Testy - Jerez 14. leden - 17. leden    |                          |                          |                          |
| 14. leden                              | Kimi Räikkönen           | Ferrari F2008            | 01:19.846                |
| 15. leden                              | Fernando Alonso          | Renault R27              | 01:19.503                |
| 16. leden                              | Timo Glock               | Toyota TF108             | 01:19.799                |
| 17. leden                              | Alvaro Parente           | Renault R27              | 01:21.721                |
| Testy - Valencie 15. leden - 18. leden |                          |                          |                          |
| 15. leden                              | Robert Kubica            | BMW Sauber F1.08         | 01:16.936                |
| 16. leden                              | Robert Kubica            | BMW Sauber F1.08         | 01:12.321                |
| 17. leden                              | Nick Heidfeld            | BMW Sauber F1.08         | --:--.---                |
| 18. leden                              | Robert Kubica            | BMW Sauber F1.08         | --:--.---                |
| Testy - Valencie 21. leden - 24. leden |                          |                          |                          |
| 21. leden                              | Fernando Alonso          | Renault R28              | 01:13.027                |
| 22. leden                              | Felipe Massa             | Ferrari F2008            | 01:12.182                |
| 23. leden                              | Heikki Kovalainen        | McLaren MP4-23           | 01:11.000                |
| 24. leden                              | Kimi Räikkönen           | Ferrari F2008            | 01:11.189                |
| Testy - Barcelona 1. únor - 3. únor    |                          |                          |                          |
| 1. únor                                | Lewis Hamilton           | McLaren MP4-23           | 01:22.263                |
| 2. únor                                | Sebastian Vettel         | Toro Rosso STR2B         | 01:21.679                |
| 3. únor                                | Mark Webber              | Red Bull RB4             | 01:22.385                |
| Testy - Sakhir 4. únor - 6. únor       |                          |                          |                          |
| 4. únor                                | Kimi Räikkönen           | Ferrari F2008            | 01:32.079                |
| 5. únor                                | Kimi Räikkönen           | Ferrari F2008            | 01:30.595                |
| 6. únor                                | Kimi Räikkönen           | Ferrari F2008            | 01:30.455                |
| Testy - Sakhir 9. únor - 11. únor      |                          |                          |                          |
| 9. únor                                | Kimi Räikkönen           | Ferrari F2008            | 01:30.914                |
| 10. únor                               | Kimi Räikkönen           | Ferrari F2008            | 01:30.015                |
| 11. únor                               | Felipe Massa             | Ferrari F2008            | 01:31.189                |
| Testy - Jerez 11. únor - 14. únor      |                          |                          |                          |
| 11. únor                               | David Coulthard          | Red Bull RB4             | 01:20.641                |
| 12. únor                               | Lewis Hamilton           | McLaren MP4-23           | 01:19.102                |
| 13. únor                               | Mark Webber              | Red Bull RB4             | 01:18.628                |
| 14. únor                               | Heikki Kovalainen        | McLaren MP4-23           | 01:17.974                |
| Testy - Valencie 19. únor - 21. únor   |                          |                          |                          |
| 19. únor                               | Robert Kubica            | BMW Sauber F1.08         | --:--.---                |
| 20. únor                               | Robert Kubica            | BMW Sauber F1.08         | 01:12.893                |
| 21. únor                               | Nick Heidfeld            | BMW Sauber F1.08         | 01:12.258                |

| Datum                                             | Jezdec                                | Vůz                                   | Výsledky                              |
| Testy - Barcelona 19. únor - 22. únor             | Testy - Barcelona 19. únor - 22. únor | Testy - Barcelona 19. únor - 22. únor | Testy - Barcelona 19. únor - 22. únor |
| ------------------------------------------------- | ------------------------------------- | ------------------------------------- | ------------------------------------- |
| 19. únor                                          | Nico Rosberg                          | Williams FW30                         | 01:30.675                             |
| 20. únor                                          | Felipe Massa                          | Ferrari F2008                         | 01:30.673                             |
| 21. únor                                          | Kazuki Nakadžima                      | Williams FW30                         | 01:22.153                             |
| 22. únor                                          | Felipe Massa                          | Ferrari F2008                         | 01:20.508                             |
| Testy - Barcelona 25. únor - 27. únor             |                                       |                                       |                                       |
| 25. únor                                          | Lewis Hamilton                        | McLaren MP4-23                        | 01:22.276                             |
| 26. únor                                          | Lewis Hamilton                        | McLaren MP4-23                        | 01:21.234                             |
| 27. únor                                          | Jarno Trulli                          | Toyota TF108                          | 01:20.801                             |
| Testy - Barcelona 14. duben - 17. duben           |                                       |                                       |                                       |
| 14. duben                                         | Felipe Massa                          | Ferrari F2008                         | 01:18.339                             |
| 15. duben                                         | Rubens Barrichello                    | Honda RA108                           | 01:18.928                             |
| 16. duben                                         | Fernando Alonso                       | Renault R28                           | 01:18.483                             |
| 17. duben                                         | Mark Webber                           | Red Bull RB4                          | 01:21.953                             |
| Testy - Paul Ricard 14. květen - 16. květen       |                                       |                                       |                                       |
| 14. květen                                        | Lewis Hamilton                        | McLaren MP4-23                        | 01:05.600                             |
| 15. květen                                        | Kimi Räikkönen                        | Ferrari F2008                         | 01:05.381                             |
| 16. květen                                        | Jarno Trulli                          | Toyota TF108                          | 01:31.360                             |
| Testy - Barcelona 11. červen - 13. červen         |                                       |                                       |                                       |
| 11. červen                                        | Luca Badoer                           | Ferrari F2008                         |                                       |
| 12. červen                                        | Luca Badoer                           | Ferrari F2008                         |                                       |
| 13. červen                                        | Nelson Piquet Jr.                     | Renault R28                           |                                       |
| Testy - Silverstone 25. červen - 27. červen       |                                       |                                       |                                       |
| 25. červen                                        | Felipe Massa                          | Ferrari F2008                         |                                       |
| 26. červen                                        | Heikki Kovalainen                     | McLaren MP4-23                        |                                       |
| 27. červen                                        | Lewis Hamilton                        | McLaren MP4-23                        |                                       |
| Testy - Hockenheimring 8. červenec - 10. červenec |                                       |                                       |                                       |
| 8. červenec                                       | Lewis Hamilton                        | McLaren MP4-23                        |                                       |
| 9. červenec                                       | Lewis Hamilton                        | McLaren MP4-23                        |                                       |
| 10. červenec                                      | Felipe Massa                          | Ferrari F2008                         |                                       |
| Testy - Jerez 22. července - 25. července         |                                       |                                       |                                       |
| 22. července                                      | Sebastian Vettel                      | Toro Rosso STR3                       |                                       |
| 23. července                                      | Sebastian Vettel                      | Toro Rosso STR3                       |                                       |
| 24. července                                      | Mark Webber                           | Red Bull RB4                          |                                       |
| 25. července                                      | Heikki Kovalainen                     | McLaren MP4-23                        |                                       |
| Testy - Monza 27. srpna - 29. srpna               |                                       |                                       |                                       |
| 27. srpna                                         | Felipe Massa                          | Ferrari F2008                         |                                       |
| 28. srpna                                         | Nick Heidfeld                         | BMW Sauber F1.08                      |                                       |
| 29. srpna                                         | Lewis Hamilton                        | McLaren MP4-23                        |                                       |
| Testy - Jerez 16. září - 19. září                 |                                       |                                       |                                       |
| 16. září                                          | Marko Asmer                           | BMW Sauber F1.08                      |                                       |
| 17. září                                          | Christian Klien                       | BMW Sauber F1.08                      |                                       |
| 18. září                                          | Sebastian Vettel                      | Toro Rosso STR3                       |                                       |
| 19. září                                          | Pedro de la Rosa                      | McLaren MP4-23                        |                                       |

Šedé zvýraznění = uzavřený test jednoho týmu

## Složení týmů
| #  | Obr. vozu | Tým                          | Konstruktér         | Šasi   | Motor1               | Pneu | č.  | Zkr. | Obr.               | Pilot                | Závody | T  | Testovací piloti                                               |
| -- | --------- | ---------------------------- | ------------------- | ------ | -------------------- | ---- | --- | ---- | ------------------ | -------------------- | ------ | -- | -------------------------------------------------------------- |
| 1  |           | Scuderia Ferrari Marlboro    | Ferrari             | F2008  | Ferrari 056          | B    | 1   | RAI  |                    | Kimi Räikkönen       | Vše    | 31 | Luca Badoer Marc Gené Michael Schumacher                       |
| 1  | 2         | Scuderia Ferrari Marlboro    | Ferrari             | F2008  | Ferrari 056          | B    | MAS |      | Felipe Massa       | Vše                  |        | 31 | Luca Badoer Marc Gené Michael Schumacher                       |
| 2  |           | BMW Sauber F1 Team           | BMW Sauber          | F1.08  | BMW P86/8            | B    | 3   | HEI  |                    | Nick Heidfeld        | Vše    | 32 | Christian Klien Marko Asmer                                    |
| 2  | 4         | BMW Sauber F1 Team           | BMW Sauber          | F1.08  | BMW P86/8            | B    | KUB |      | Robert Kubica      | Vše                  |        | 32 | Christian Klien Marko Asmer                                    |
| 3  |           | ING Renault F1 Team          | Renault             | R28    | Renault RS28         | B    | 5   | ALO  |                    | Fernando Alonso      | Vše    | 33 | Lucas di Grassi Romain Grosjean Sakon Jamamoto Robert Doornbos |
| 3  | 6         | ING Renault F1 Team          | Renault             | R28    | Renault RS28         | B    | PIQ |      | Nelson Piquet Jr.  | Vše                  |        | 33 | Lucas di Grassi Romain Grosjean Sakon Jamamoto Robert Doornbos |
| 4  |           | AT&T Williams                | Williams-Toyota     | FW30   | Toyota RVX-08        | B    | 7   | ROS  |                    | Nico Rosberg         | Vše    | 34 | Nico Hülkenberg Narain Karthikeyan                             |
| 4  | 8         | AT&T Williams                | Williams-Toyota     | FW30   | Toyota RVX-08        | B    | NAK |      | Kazuki Nakadžima   | Vše                  |        | 34 | Nico Hülkenberg Narain Karthikeyan                             |
| 5  |           | Red Bull Racing              | Red Bull-Renault    | RB4    | Renault RS28         | B    | 9   | COU  |                    | David Coulthard      | Vše    | 35 | Sébastien Buemi                                                |
| 5  | 10        | Red Bull Racing              | Red Bull-Renault    | RB4    | Renault RS28         | B    | WEB |      | Mark Webber        | Vše                  |        | 35 | Sébastien Buemi                                                |
| 6  |           | Panasonic Toyota Racing      | Toyota              | TF108  | Toyota RVX-08        | B    | 11  | TRU  |                    | Jarno Trulli         | Vše    | 36 | Kamui Kobajaši                                                 |
| 6  | 12        | Panasonic Toyota Racing      | Toyota              | TF108  | Toyota RVX-08        | B    | GLO |      | Timo Glock         | Vše                  |        | 36 | Kamui Kobajaši                                                 |
| 7  |           | Scuderia Toro Rosso          | Toro Rosso-Ferrari  | STR2B  | Ferrari 056          | B    | 14  | BOU  |                    | Sébastien Bourdais   | Vše    | 37 | Brendon Hartley                                                |
| 7  | 15        | Scuderia Toro Rosso          | Toro Rosso-Ferrari  | STR2B  | Ferrari 056          | B    | VET |      | Sebastian Vettel   | Vše                  |        | 37 | Brendon Hartley                                                |
| 8  |           | Honda Racing F1 Team         | Honda               | RA108  | Honda RA808E         | B    | 16  | BUT  |                    | Jenson Button        | Vše    | 38 | Alexander Wurz Mike Conway Luca Filippi                        |
| 8  | 17        | Honda Racing F1 Team         | Honda               | RA108  | Honda RA808E         | B    | BAR |      | Rubens Barrichello | Vše                  |        | 38 | Alexander Wurz Mike Conway Luca Filippi                        |
| 9  |           | Super Aguri F12              | Super Aguri-Honda   | SA08   | Honda RA808E         | B    | 18  | SAT  |                    | Takuma Sató          | 1-4    | 39 | James Rossiter                                                 |
| 9  | 19        | Super Aguri F12              | Super Aguri-Honda   | SA08   | Honda RA808E         | B    | DAV |      | Anthony Davidson   | 1-4                  |        | 39 | James Rossiter                                                 |
| 10 |           | Force India Formula One Team | Force India-Ferrari | VJM-01 | Ferrari 056          | B    | 20  | FIS  |                    | Giancarlo Fisichella | Vše    | 40 | Vitantonio Liuzzi Roldán Rodríguez Giedo van der Garde         |
| 10 | 21        | Force India Formula One Team | Force India-Ferrari | VJM-01 | Ferrari 056          | B    | SUT |      | Adrian Sutil       | Vše                  |        | 40 | Vitantonio Liuzzi Roldán Rodríguez Giedo van der Garde         |
| 11 |           | Vodafone McLaren Mercedes    | McLaren-Mercedes    | MP4-23 | Mercedes-Benz FO108V | B    | 22  | HAM  |                    | Lewis Hamilton       | Vše    | 41 | Pedro de la Rosa Gary Paffett                                  |
| 11 | 23        | Vodafone McLaren Mercedes    | McLaren-Mercedes    | MP4-23 | Mercedes-Benz FO108V | B    | KOV |      | Heikki Kovalainen  | Vše                  |        | 41 | Pedro de la Rosa Gary Paffett                                  |

1 Všechny motory jsou specifikace 2.4 V8, vyrobené podle pravidel ze sezony 2006.

2 Tým Super Aguri odstoupil k 6.5.2008 z Formule 1.

### Představení vozů

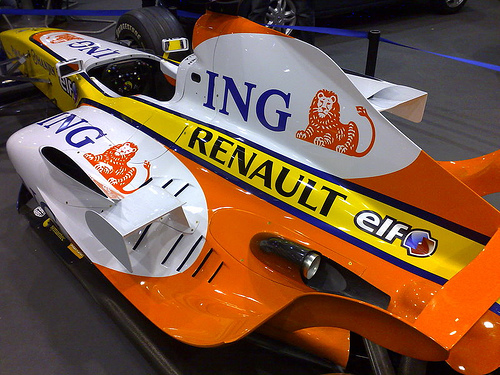
Renault R28

| Tým                 | Šasi   | Datum                       | Místo                                   |
| ------------------- | ------ | --------------------------- | --------------------------------------- |
| Ferrari             | F2008  | 6. leden                    | Fiorano, Itálie                         |
| McLaren-Mercedes    | MP4-23 | 7. leden                    | Stuttgart, Německo                      |
| Toyota              | TF108  | 10. leden                   | Kolín nad Rýnem, Německo                |
| BMW Sauber          | F1.08  | 14. leden                   | Mnichov, Německo                        |
| Red Bull-Renault    | RB4    | 16. leden                   | Circuito Permanente de Jerez, Španělsko |
| Honda               | RA108  | 29. leden                   | Brackley, Velká Británie                |
| Renault             | R28    | 31. leden                   | Paříž, Francie                          |
| Force India-Ferrari | VJM-01 | 7. únor                     | Bombaj, Indie                           |
| Williams-Toyota     | FW30   | žádné oficiální představení | žádné oficiální představení             |
| Toro Rosso-Ferrari  | STR3   | žádné oficiální představení | žádné oficiální představení             |
| Super Aguri-Honda   | SA08   | žádné oficiální představení | žádné oficiální představení             |

## Velké ceny
| Datum               | Grand Prix                            | Náhled | Akce              | Jezdec            | Vůz              | Stav MS        | Konstruktéři |
| ------------------- | ------------------------------------- | ------ | ----------------- | ----------------- | ---------------- | -------------- | ------------ |
| 1. GP 16. březen    | Austrálie Melbourne (Výsledky)        |        | Závod             | Lewis Hamilton    | McLaren MP4-23   | Lewis Hamilton | McLaren      |
| 1. GP 16. březen    | Austrálie Melbourne (Výsledky)        | Kolo   | Heikki Kovalainen | McLaren MP4-23    |                  | Lewis Hamilton | McLaren      |
| 1. GP 16. březen    | Austrálie Melbourne (Výsledky)        | Pole   | Lewis Hamilton    | McLaren MP4-23    |                  | Lewis Hamilton | McLaren      |
| 2. GP 23. březen    | Malajsie Sepang (Výsledky)            |        | Závod             | Kimi Räikkönen    | Ferrari F2008    | Lewis Hamilton | McLaren      |
| 2. GP 23. březen    | Malajsie Sepang (Výsledky)            | Kolo   | Nick Heidfeld     | BMW F1.08         |                  | Lewis Hamilton | McLaren      |
| 2. GP 23. březen    | Malajsie Sepang (Výsledky)            | Pole   | Felipe Massa      | Ferrari F2008     |                  | Lewis Hamilton | McLaren      |
| 3. GP 6. duben      | Bahrajn Sakhir (Výsledky)             |        | Závod             | Felipe Massa      | Ferrari F2008    | Kimi Räikkönen | BMW          |
| 3. GP 6. duben      | Bahrajn Sakhir (Výsledky)             | Kolo   | Heikki Kovalainen | McLaren MP4-23    |                  | Kimi Räikkönen | BMW          |
| 3. GP 6. duben      | Bahrajn Sakhir (Výsledky)             | Pole   | Robert Kubica     | BMW F1.08         |                  | Kimi Räikkönen | BMW          |
| 4. GP 27. duben     | Španělsko Barcelona (Výsledky)        |        | Závod             | Kimi Räikkönen    | Ferrari F2008    | Kimi Räikkönen | Ferrari      |
| 4. GP 27. duben     | Španělsko Barcelona (Výsledky)        | Kolo   | Kimi Räikkönen    | Ferrari F2008     |                  | Kimi Räikkönen | Ferrari      |
| 4. GP 27. duben     | Španělsko Barcelona (Výsledky)        | Pole   | Kimi Räikkönen    | Ferrari F2008     |                  | Kimi Räikkönen | Ferrari      |
| 5. GP 11. květen    | Turecko Istanbul (Výsledky)           |        | Závod             | Felipe Massa      | Ferrari F2008    | Kimi Räikkönen | Ferrari      |
| 5. GP 11. květen    | Turecko Istanbul (Výsledky)           | Kolo   | Kimi Räikkönen    | Ferrari F2008     |                  | Kimi Räikkönen | Ferrari      |
| 5. GP 11. květen    | Turecko Istanbul (Výsledky)           | Pole   | Felipe Massa      | Ferrari F2008     |                  | Kimi Räikkönen | Ferrari      |
| 6. GP 25. květen    | Monako Monte Carlo (Výsledky)         |        | Závod             | Lewis Hamilton    | McLaren MP4-23   | Lewis Hamilton | Ferrari      |
| 6. GP 25. květen    | Monako Monte Carlo (Výsledky)         | Kolo   | Kimi Räikkönen    | Ferrari F2008     |                  | Lewis Hamilton | Ferrari      |
| 6. GP 25. květen    | Monako Monte Carlo (Výsledky)         | Pole   | Felipe Massa      | Ferrari F2008     |                  | Lewis Hamilton | Ferrari      |
| 7. GP 8. červen     | Kanada Montreal (Výsledky)            |        | Závod             | Robert Kubica     | BMW F1.08        | Robert Kubica  | Ferrari      |
| 7. GP 8. červen     | Kanada Montreal (Výsledky)            | Kolo   | Kimi Räikkönen    | Ferrari F2008     |                  | Robert Kubica  | Ferrari      |
| 7. GP 8. červen     | Kanada Montreal (Výsledky)            | Pole   | Lewis Hamilton    | McLaren MP4-23    |                  | Robert Kubica  | Ferrari      |
| 8. GP 22. červen    | Francie Magny-Cours (Výsledky)        |        | Závod             | Felipe Massa      | Ferrari F2008    | Felipe Massa   | Ferrari      |
| 8. GP 22. červen    | Francie Magny-Cours (Výsledky)        | Kolo   | Kimi Räikkönen    | Ferrari F2008     |                  | Felipe Massa   | Ferrari      |
| 8. GP 22. červen    | Francie Magny-Cours (Výsledky)        | Pole   | Kimi Räikkönen    | Ferrari F2008     |                  | Felipe Massa   | Ferrari      |
| 9. GP 6. červenec   | Velká Británie Silverstone (Výsledky) |        | Závod             | Lewis Hamilton    | McLaren MP4-23   | Felipe Massa   | Ferrari      |
| 9. GP 6. červenec   | Velká Británie Silverstone (Výsledky) | Kolo   | Kimi Räikkönen    | Ferrari F2008     |                  | Felipe Massa   | Ferrari      |
| 9. GP 6. červenec   | Velká Británie Silverstone (Výsledky) | Pole   | Heikki Kovalainen | McLaren MP4-23    |                  | Felipe Massa   | Ferrari      |
| 10. GP 20. červenec | Německo Hockenheim (Výsledky)         |        | Závod             | Lewis Hamilton    | McLaren MP4-23   | Lewis Hamilton | Ferrari      |
| 10. GP 20. červenec | Německo Hockenheim (Výsledky)         | Kolo   | Nick Heidfeld     | BMW F1.08         |                  | Lewis Hamilton | Ferrari      |
| 10. GP 20. červenec | Německo Hockenheim (Výsledky)         | Pole   | Lewis Hamilton    | McLaren MP4-23    |                  | Lewis Hamilton | Ferrari      |
| 11. GP 3. srpen     | Maďarsko Hungaroring (Výsledky)       |        | Závod             | Heikki Kovalainen | McLaren MP4-23   | Lewis Hamilton | Ferrari      |
| 11. GP 3. srpen     | Maďarsko Hungaroring (Výsledky)       | Kolo   | Kimi Räikkönen    | Ferrari F2008     |                  | Lewis Hamilton | Ferrari      |
| 11. GP 3. srpen     | Maďarsko Hungaroring (Výsledky)       | Pole   | Lewis Hamilton    | McLaren MP4-23    |                  | Lewis Hamilton | Ferrari      |
| 12. GP 24. srpen    | Evropa Valencie (Výsledky)            |        | Závod             | Felipe Massa      | Ferrari F2008    | Lewis Hamilton | Ferrari      |
| 12. GP 24. srpen    | Evropa Valencie (Výsledky)            | Kolo   | Felipe Massa      | Ferrari F2008     |                  | Lewis Hamilton | Ferrari      |
| 12. GP 24. srpen    | Evropa Valencie (Výsledky)            | Pole   | Felipe Massa      | Ferrari F2008     |                  | Lewis Hamilton | Ferrari      |
| 13. GP 7. září      | Belgie Spa-Francorchamps (Výsledky)   |        | Závod             | Felipe Massa      | Ferrari F2008    | Lewis Hamilton | Ferrari      |
| 13. GP 7. září      | Belgie Spa-Francorchamps (Výsledky)   | Kolo   | Kimi Räikkönen    | Ferrari F2008     |                  | Lewis Hamilton | Ferrari      |
| 13. GP 7. září      | Belgie Spa-Francorchamps (Výsledky)   | Pole   | Lewis Hamilton    | McLaren MP4-23    |                  | Lewis Hamilton | Ferrari      |
| 14. GP 14. září     | Itálie Monza (Výsledky)               |        | Závod             | Sebastian Vettel  | Toro Rosso STR03 | Lewis Hamilton | Ferrari      |
| 14. GP 14. září     | Itálie Monza (Výsledky)               | Kolo   | Kimi Räikkönen    | Ferrari F2008     |                  | Lewis Hamilton | Ferrari      |
| 14. GP 14. září     | Itálie Monza (Výsledky)               | Pole   | Sebastian Vettel  | Toro Rosso STR03  |                  | Lewis Hamilton | Ferrari      |
| 15. GP 28. září     | Singapur (Výsledky)                   |        | Závod             | Fernando Alonso   | Renault RS27     | Lewis Hamilton | McLaren      |
| 15. GP 28. září     | Singapur (Výsledky)                   | Kolo   | Kimi Räikkönen    | Ferrari F2008     |                  | Lewis Hamilton | McLaren      |
| 15. GP 28. září     | Singapur (Výsledky)                   | Pole   | Felipe Massa      | Ferrari F2008     |                  | Lewis Hamilton | McLaren      |
| 16. GP 12. říjen    | Japonsko Fuji (Výsledky)              |        | Závod             | Fernando Alonso   | Renault RS27     | Lewis Hamilton | Ferrari      |
| 16. GP 12. říjen    | Japonsko Fuji (Výsledky)              | Kolo   | Felipe Massa      | Ferrari F2008     |                  | Lewis Hamilton | Ferrari      |
| 16. GP 12. říjen    | Japonsko Fuji (Výsledky)              | Pole   | Lewis Hamilton    | McLaren MP4-23    |                  | Lewis Hamilton | Ferrari      |
| 17. GP 19. říjen    | Čína Šanghaj (Výsledky)               |        | Závod             | Lewis Hamilton    | McLaren MP4-23   | Lewis Hamilton | Ferrari      |
| 17. GP 19. říjen    | Čína Šanghaj (Výsledky)               | Kolo   | Lewis Hamilton    | McLaren MP4-23    |                  | Lewis Hamilton | Ferrari      |
| 17. GP 19. říjen    | Čína Šanghaj (Výsledky)               | Pole   | Lewis Hamilton    | McLaren MP4-23    |                  | Lewis Hamilton | Ferrari      |
| 19. GP 2. listopad  | Brazílie Interlagos (Výsledky)        |        | Závod             | Felipe Massa      | Ferrari F2008    | Lewis Hamilton | Ferrari      |
| 19. GP 2. listopad  | Brazílie Interlagos (Výsledky)        | Kolo   | Felipe Massa      | Ferrari F2008     |                  | Lewis Hamilton | Ferrari      |
| 19. GP 2. listopad  | Brazílie Interlagos (Výsledky)        | Pole   | Felipe Massa      | Ferrari F2008     |                  | Lewis Hamilton | Ferrari      |

### Australský chaos

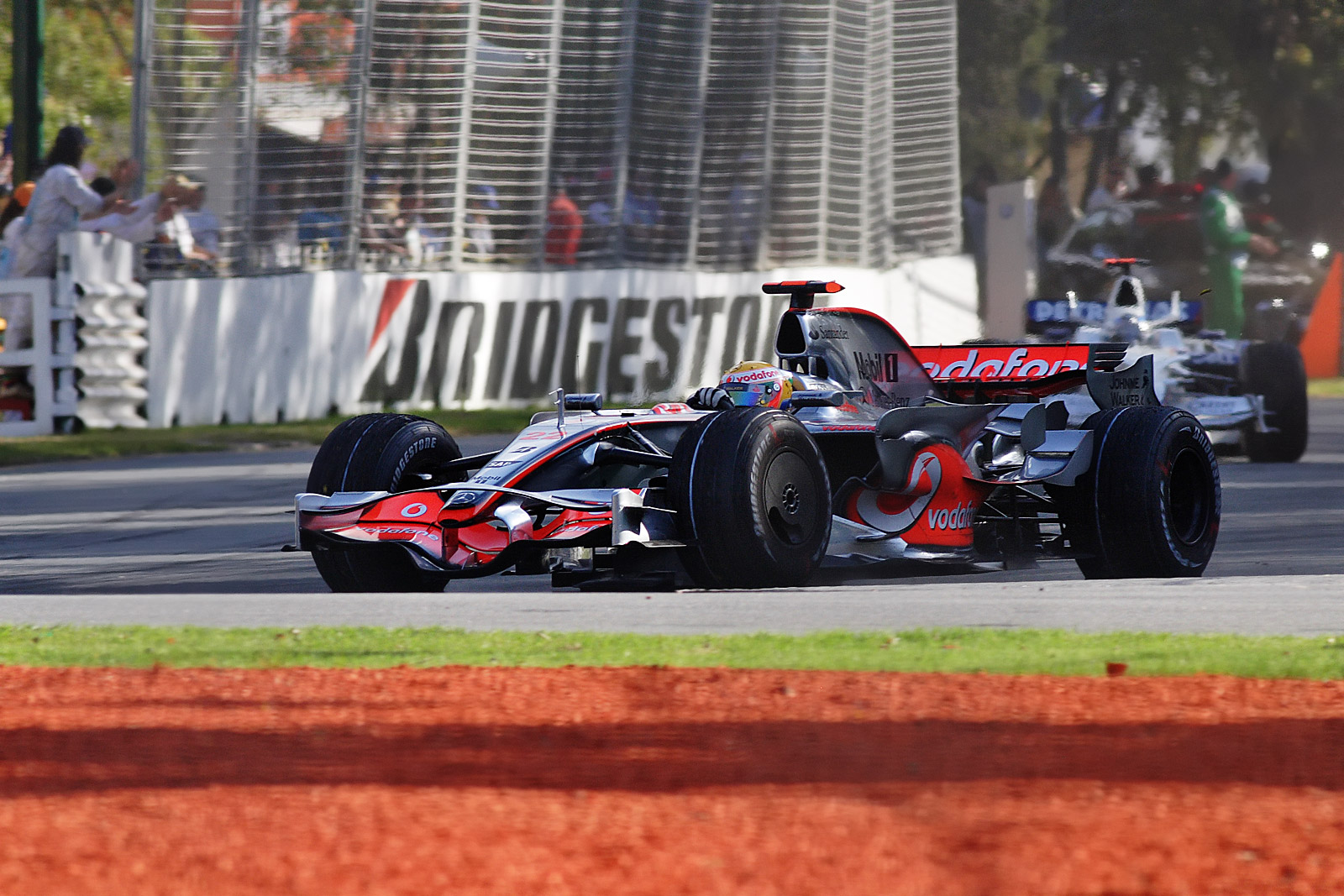
Lewis Hamilton startem z pole position zvítězil v Grand Prix Austrálie.

Úvodní závod sezóny přivítala znovu Austrálie a to 16. března. Start závodu se očekával s největším napětím, jezdci neměli ve svých vozech namontované pomůcky jako je kontrola prokluzu. Start proběhl bez komplikaci, zato první zatáčka ukázala své neduhy. Vypadlo hned šest pilotu a na trať vyrazil Safety car, který závod přerušil ještě ve 26. kole, když kolidoval Massa a Coulthard a ještě ve 45. kole po havárii Tima Glocka. Závod se nevyvíjel dobře pro tým Ferrari, po odstoupení Massi neviděl cíl ani úřadující mistr světa Räikkönen, který nakonec ale získal jeden bod poté, co byl diskvalifikován Barrichello.
Lewis Hamilton s vozem McLaren zvítězil v Grand Prix Austrálie, za svými zády tak nechal německé piloty Nicka Heidfelda (BMW) a Nica Rosberga (Williams). Závod dokončilo pouze šest vozů, což v historii formule 1 nabídla pouze Grand Prix Monaka 1996, kdy jen Olivier Panis, David Coulthard a Johnny Herbert dokončili závod v plánovaném počtu kol. Dalším závodem s nízkým počtem závodníku v cíli byla Grand Prix USA 2005, kde byla situace zkomplikována firmou Michelin, která jako dodavatel pneumatiky většiny týmů nebyla schopna zajistit vhodné pneumatiky a týmům účast v závodě nedoporučila.

### Srovnání skóre

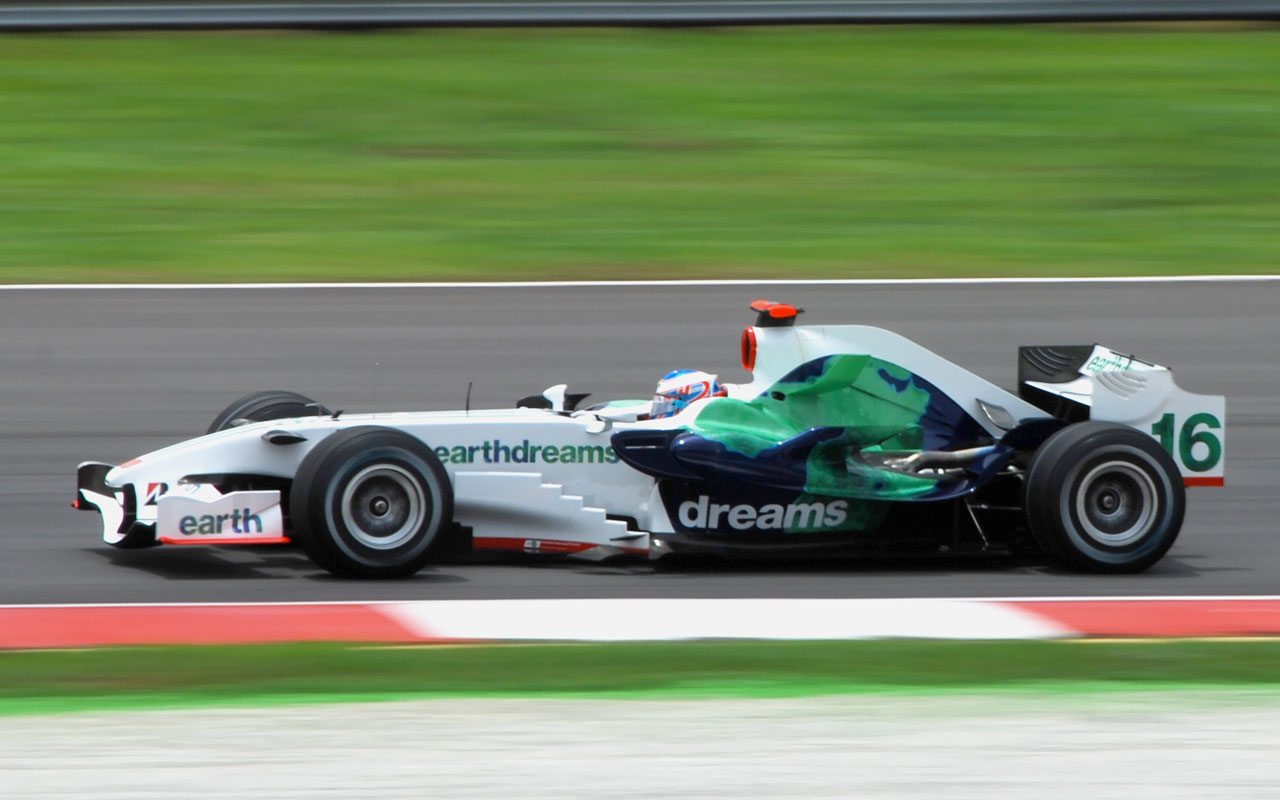
Jenson Button s vozem Honda.

Po problematické úvodní Grand Prix sezóny je Ferrari zpátky ve hře o titul. Oba jezdci Kimi Räikkönen i Felipe Massa, neponechali nic náhodě a již v trénincích udávali tón. Vše pak završili dokonalou kvalifikací, kde obsadili celou první řadu. Také během závodu oba jezdci v rudých vozech plnili roli favoritů závodu, to vše platilo až do 31. kola, kdy chyboval Felipe Massa. Nicméně Kimi Räikkönen se nenechal vyvést z míry a dotáhl své snahy do vítězného konce. Jedinou konkurencí mu tak byly vozy BMW a McLaren. O vyrovnanosti letošní sezóny hovoří fakt, že po dvou závodech máme šest různých jezdců na stupních vítězů (v roce 2007 to bylo během celé sezóny pouze 5 jezdců). Nejlepší týmy doplnila, díky výkonům Jarna Trulliho, Toyota, a je nepochybné, že se japonská automobilka oproti loňské sezóně výrazně zlepšila. Naopak tým, který v Sepangu výkonnostně úplně propadl, byl Williams. Také u Renaultu a Red Bullu nemohou být spokojení, při pomyšlení, že se na ně zezadu startovního pole dotahuje nevýrazná Honda. Chvost pelotonu prozatím uzavírá trojlístek Toro Rosso, Force India a Super Aguri. První nejrychlejší kolo v kariéře si připsal Nick Heidfeld a zároveň i jeho tým BMW.

### Bahrajnský double Ferrari

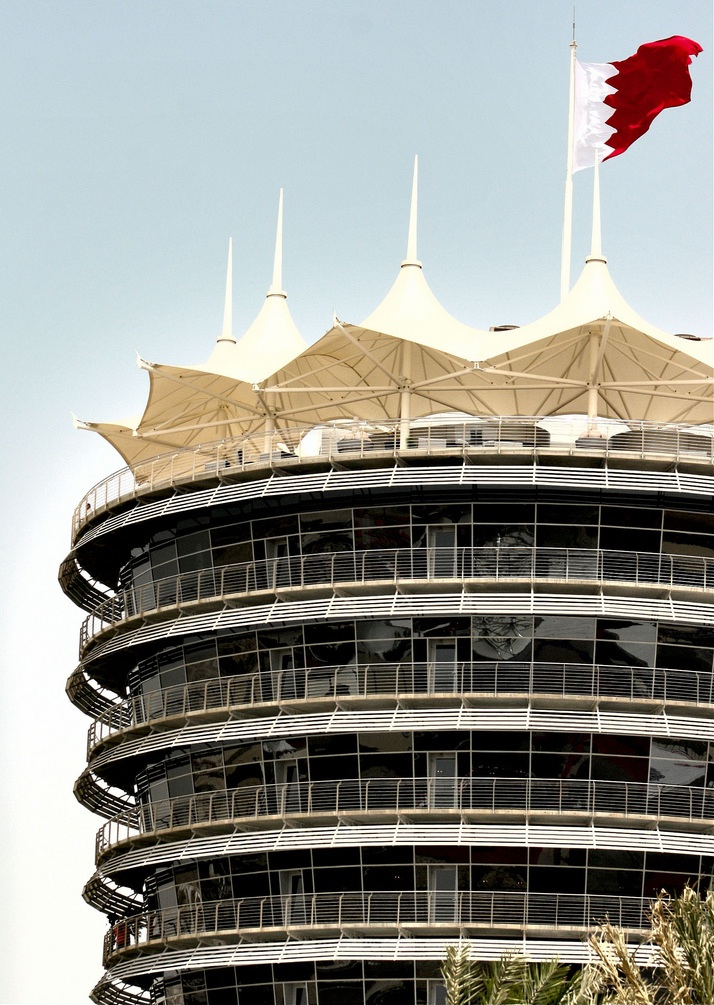
Zajímavá architektura bahrajnského okruhu.

Již v pátečních trénincích bylo znát předsezónní testování na bahrajském okruhu, které dokázalo Ferrari beze zbytků zúročit. Kvalifikace sice rudým vozům nevyšla dle jejich předpokladů, pole positions si poprvé v kariéře vybojoval vůz BMW i její pilot Robert Kubica. V první řadě s ním stál Felipe Massa, Räikkönenovo Ferrari odsunul na čtvrtou příčku Lewis Hamilton s McLarenem. Nejlépe odstartoval Felipe Massa, který využil zaváhání Roberta Kubici a proklouzl do čela. Výborně připravený na startovní proceduru byl i Heikki Kovalainen, jenž využil volný levý okraj dráhy a předjel svého krajana Kimi Räikkönena. Naopak jednička McLarenu Lewis Hamilton při zhasnutí červených světel zůstal téměř stát a propadl se z třetího na desáté místo, navíc při nájezdu do první zatáčky šel příliš pozdě na brzdy a pošťouchl před ním jedoucího Alonsa. Při tomto manévru si poškodil přední přítlačné křídlo a musel k mechanikům do boxů a do závodu se vrátil na 18. místě. Oba vozy Ferrari si bez problému hlídaly čelo závodu a zajistily si tak letošní první double, zároveň Räikkönen slavil padesáté podium a Massa při svém šestém vítězství slavil první triumf, který nezískal z pole positions. Zásluhou třetího a čtvrtého místa v bahrajnské Grand Prix se BMW dostalo do vedení poháru konstruktérů.

## Změny předpisů
- Hlavním dodavatelem pneumatik bude v sezónách 2008-2010 japonská firma Bridgestone.
- Zavedení standardizované elektronické řídící jednotky (tzv. ECU), kterou bude dodávat firma McLaren Electronic Systems, pod záštitou Microsoftu.
- Každý vůz musí použít tutéž převodovku ve 4 po sobě následujících závodních víkendech. Výměna převodovky se trestá posunem o 5 míst dozadu na startovním roštu.
- Otáčky motorů byly omezeny na 19 000 ot./min.
- Zákaz kontroly trakce, společně s několika dalšími elektronickými pomocníky, včetně brzdění motorem.
- Zpřísněny požadavky na ochranné prostředky v kokpitu.
- První část kvalifikace byla prodloužena na 20 minut a závěrečná část kvalifikace byl zkrácena na 10 minut, kvůli snížení tzv. "fázi spalování benzinu". Týmy účastnící se třetí části kvalifikace, nebudou moci po jejím skončení doplnit palivo na původní stav, který byl před začátkem kvalifikace.
- První neplánovaná výměna motoru, z důvodu jeho poruchy, u každého vozu nebude potrestána jako obvykle posunem o 10 míst dozadu na startovním roštu.

## Konečné hodnocení

### Mistrovství světa jezdců
| Pos | Jezdec      | Tým         | AUS | MAL | BHR | ESP | TUR | MON | CAN | FRA | GBR | GER | HUN | EUR | BEL | ITA | SIN | JPN | CHN | BRA | Body |
| --- | ----------- | ----------- | --- | --- | --- | --- | --- | --- | --- | --- | --- | --- | --- | --- | --- | --- | --- | --- | --- | --- | ---- |
| 1   | Hamilton    | McLaren     | 1   | 5   | 13  | 3   | 2   | 1   | Ret | 10  | 1   | 1   | 5   | 2   | 3   | 7   | 3   | 12  | 1   | 5   | 98   |
| 2   | Massa       | Ferrari     | Ret | Ret | 1   | 2   | 1   | 3   | 5   | 1   | 13  | 3   | 17† | 1   | 1   | 6   | 13  | 7   | 2   | 1   | 97   |
| 3   | Räikkönen   | Ferrari     | 8†  | 1   | 2   | 1   | 3   | 9   | Ret | 2   | 4   | 6   | 3   | Ret | 18† | 9   | 15† | 3   | 3   | 3   | 75   |
| 4   | Kubica      | BMW Sauber  | Ret | 2   | 3   | 4   | 4   | 2   | 1   | 5   | Ret | 7   | 8   | 3   | 6   | 3   | 11  | 2   | 6   | 11  | 75   |
| 5   | Alonso      | Renault     | 4   | 8   | 10  | Ret | 6   | 10  | Ret | 8   | 6   | 11  | 4   | Ret | 4   | 4   | 1   | 1   | 4   | 2   | 61   |
| 6   | Heidfeld    | BMW Sauber  | 2   | 6   | 4   | 9   | 5   | 14  | 2   | 13  | 2   | 4   | 10  | 9   | 2   | 5   | 6   | 9   | 5   | 10  | 60   |
| 7   | Kovalainen  | McLaren     | 5   | 3   | 5   | Ret | 12  | 8   | 9   | 4   | 5   | 5   | 1   | 4   | 10† | 2   | 10  | Ret | Ret | 7   | 53   |
| 8   | Vettel      | Toro Rosso  | Ret | Ret | Ret | Ret | 17  | 5   | 8   | 12  | Ret | 8   | Ret | 6   | 5   | 1   | 5   | 6   | 9   | 4   | 35   |
| 9   | Trulli      | Toyota      | Ret | 4   | 6   | 8   | 10  | 13  | 6   | 3   | 7   | 9   | 7   | 5   | 16  | 13  | Ret | 5   | Ret | 8   | 31   |
| 10  | Glock       | Toyota      | Ret | Ret | 9   | 11  | 13  | 12  | 4   | 11  | 12  | Ret | 2   | 7   | 9   | 11  | 4   | Ret | 7   | 6   | 25   |
| 11  | Webber      | Red Bull    | Ret | 7   | 7   | 5   | 7   | 4   | 12  | 6   | 10  | Ret | 9   | 12  | 8   | 8   | Ret | 8   | 14  | 9   | 21   |
| 12  | Piquet      | Renault     | Ret | 11  | Ret | Ret | 15  | Ret | Ret | 7   | Ret | 2   | 6   | 11  | Ret | 10  | Ret | 4   | 8   | Ret | 19   |
| 13  | Rosberg     | Williams    | 3   | 14  | 8   | Ret | 8   | Ret | 10  | 16  | 9   | 10  | 14  | 8   | 12  | 14  | 2   | 11  | 15  | 12  | 17   |
| 14  | Barrichello | Honda       | DSQ | 13  | 11  | Ret | 14  | 6   | 7   | 14  | 3   | Ret | 16  | 16  | Ret | 17  | Ret | 13  | 11  | 15  | 11   |
| 15  | Nakadžima   | Williams    | 6   | 17  | 14  | 7   | Ret | 7   | Ret | 15  | 8   | 14  | 13  | 15  | 14  | 12  | 8   | 15  | 12  | 17  | 9    |
| 16  | Coulthard   | Red Bull    | Ret | 9   | 18  | 12  | 9   | Ret | 3   | 9   | Ret | 13  | 11  | 17  | 11  | 16  | 7   | Ret | 10  | Ret | 8    |
| 17  | Bourdais    | Toro Rosso  | 7†  | Ret | 15  | Ret | Ret | Ret | 13  | 17  | 11  | 12  | 18  | 10  | 7   | 18  | 12  | 10  | 13  | 14  | 4    |
| 18  | Button      | Honda       | Ret | 10  | Ret | 6   | 11  | 11  | 11  | Ret | Ret | 17  | 12  | 13  | 15  | 15  | 9   | 14  | 16  | 13  | 3    |
| 19  | Fisichella  | Force India | Ret | 12  | 12  | 10  | Ret | Ret | Ret | 18  | Ret | 16  | 15  | 14  | 17  | Ret | 14  | Ret | 17  | 18  | 0    |
| 20  | Sutil       | Force India | Ret | Ret | 19  | Ret | 16  | Ret | Ret | 19  | Ret | 15  | Ret | Ret | 13  | 19  | Ret | Ret | Ret | 16  | 0    |
| 21  | Sató        | Super Aguri | Ret | 16  | 17  | 13  | WD  |     |     |     |     |     |     |     |     |     |     |     |     |     | 0    |
| 22  | Davidson    | Super Aguri | Ret | 15  | 16  | Ret | WD  |     |     |     |     |     |     |     |     |     |     |     |     |     | 0    |
| Pos | Jezdec      | Tým         | AUS | MAL | BHR | ESP | TUR | MON | CAN | FRA | GBR | GER | HUN | EUR | BEL | ITA | SIN | JPN | CHN | BRA | Body |

| Legenda k tabulce | Legenda k tabulce                                                                       |
| Barva             | Výsledek                                                                                |
| ----------------- | --------------------------------------------------------------------------------------- |
| Zlatá             | Vítěz                                                                                   |
| Stříbrná          | 2. místo                                                                                |
| Bronzová          | 3. místo                                                                                |
| Zelená            | Bodované umístění                                                                       |
| Modrá             | Nebodované umístění                                                                     |
| Modrá             | Dokončil neklasifikován (NC)                                                            |
| Fialová           | Odstoupil (Ret)                                                                         |
| Červená           | Nekvalifikoval se (DNQ)                                                                 |
| Červená           | Nepředkvalifikoval se (DNPQ)                                                            |
| Černá             | Diskvalifikován (DSQ)                                                                   |
| Bílá              | Nestartoval (DNS)                                                                       |
| Bílá              | Závod zrušen (C)                                                                        |
| Světle modrá      | Pouze trénoval (PO)                                                                     |
| Světle modrá      | Páteční testovací jezdec (TD)                                                           |
| Bez barvy         | Netrénoval (DNP)                                                                        |
| Bez barvy         | Vyřazen (EX)                                                                            |
| Bez barvy         | Nepřijel (DNA)                                                                          |
| Bez barvy         | Odvolal účast (WD)                                                                      |
| Bez barvy         | Nezúčastnil se (prázdné)                                                                |
| Označení          | Význam                                                                                  |
| Tučnost           | Pole position                                                                           |
| Kurzíva           | Nejrychlejší kolo                                                                       |
| †                 | Jezdec nedojel do cíle, ale byl klasifikován, protože odjel více než 90 % délky závodu. |
| ‡                 | Byl udělován poloviční počet bodů, protože bylo odjeto méně než 75 % délky závodu.      |
| Horní index       | Umístění bodujících jezdců ve sprintu                                                   |

| *  | Jezdec               | Body | Vítězství | Podium     | Pole | Nej. kolo | Km v čele | Km ujeté |
| -- | -------------------- | ---- | --------- | ---------- | ---- | --------- | --------- | -------- |
| 1  | Lewis Hamilton       | 97   | 5         | 10 (5-2-3) | 7    | 1         | 1420      | 5255     |
| 2  | Felipe Massa         | 96   | 6         | 10 (6-2-2) | 6    | 3         | 1750      | 5162     |
| 3  | Kimi Räikkönen       | 75   | 2         | 9 (2-2-5)  | 2    | 10        | 930       | 5129     |
| 4  | Robert Kubica        | 75   | 1         | 7 (1-3-3)  | 1    | 0         | 303       | 5312     |
| 5  | Fernando Alonso      | 61   | 2         | 3 (2-1-0)  | 0    | 0         | 297       | 4903     |
| 6  | Nick Heidfeld        | 60   | 0         | 4 (0-4-0)  | 0    | 2         | 98        | 5465     |
| 7  | Heikki Kovalainen    | 53   | 1         | 3 (1-1-1)  | 1    | 2         | 157       | 4985     |
| 8  | Sebastian Vettel     | 35   | 1         | 1 (1-0-0)  | 1    | 0         | 284       | 3941     |
| 9  | Jarno Trulli         | 31   | 0         | 1 (0-0-1)  | 0    | 0         | 61        | 4910     |
| 10 | Timo Glock           | 25   | 0         | 1 (0-1-0)  | 0    | 0         | 13        | 4655     |
| 11 | Mark Webber          | 21   | 0         | 0          | 0    | 0         | 0         | 4879     |
| 12 | Nelson Piquet Jr.    | 19   | 0         | 1 (0-1-0)  | 0    | 0         | 64        | 3831     |
| 13 | Nico Rosberg         | 17   | 0         | 2 (0-1-1)  | 0    | 0         | 56        | 5273     |
| 14 | Rubens Barrichello   | 11   | 0         | 1 (0-0-1)  | 0    | 0         | 31        | 4799     |
| 15 | Kazuki Nakadžima     | 9    | 0         | 0          | 0    | 0         | 0         | 5013     |
| 16 | David Coulthard      | 8    | 0         | 1 (0-0-1)  | 0    | 0         | 4         | 4129     |
| 17 | Sébastien Bourdais   | 4    | 0         | 0          | 0    | 0         | 14        | 4427     |
| 18 | Jenson Button        | 3    | 0         | 0          | 0    | 0         | 0         | 4574     |
| 19 | Giancarlo Fisichella | 0    | 0         | 0          | 0    | 0         | 0         | 3970     |
| 20 | Adrian Sutil         | 0    | 0         | 0          | 0    | 0         | 0         | 3358     |
| 21 | Takuma Sató          | 0    | 0         | 0          | 0    | 0         | 0         | 1075     |
| 22 | Anthony Davidson     | 0    | 0         | 0          | 0    | 0         | 0         | 645      |

### DHL Fastest Lap Award
1. Kimi Räikkönen (Ferrari) - 10x zajel nejrychlejší kolo [6]
2. Felipe Massa (Ferrari) - 3x zajel nejrychlejší kolo
3. Heikki Kovalainen (McLaren) - 2x zajel nejrychlejší kolo
4. Nick Heidfeld (BMW) - 2x zajel nejrychlejší kolo
5. Lewis Hamilton (McLaren) - 1x zajel nejrychlejší kolo

### Pohár konstruktérů
| Pos | Konstruktér         | Vůz č. | AUS | MAL | BHR | ESP | TUR | MON | CAN | FRA | GBR | GER | HUN | EUR | BEL | ITA | SIN | JPN | CHN | BRA | Body |
| --- | ------------------- | ------ | --- | --- | --- | --- | --- | --- | --- | --- | --- | --- | --- | --- | --- | --- | --- | --- | --- | --- | ---- |
| 1   | Ferrari             | 1      | 8†  | 1   | 2   | 1   | 3   | 9   | Ret | 2   | 4   | 6   | 3   | Ret | 18† | 9   | 15† | 3   | 3   | 3   | 172  |
| 1   | Ferrari             | 2      | Ret | Ret | 1   | 2   | 1   | 3   | 5   | 1   | 13  | 3   | 17† | 1   | 1   | 6   | 13  | 7   | 2   | 1   | 172  |
| 2   | McLaren-Mercedes    | 22     | 1   | 5   | 13  | 3   | 2   | 1   | Ret | 10  | 1   | 1   | 5   | 2   | 3   | 7   | 3   | 12  | 1   | 5   | 151  |
| 2   | McLaren-Mercedes    | 23     | 5   | 3   | 5   | Ret | 12  | 8   | 9   | 4   | 5   | 5   | 1   | 4   | 10  | 2   | 10  | Ret | Ret | 7   | 151  |
| 3   | BMW Sauber          | 3      | 2   | 6   | 4   | 9   | 5   | 14  | 2   | 13  | 2   | 4   | 10  | 9   | 2   | 5   | 6   | 9   | 5   | 10  | 135  |
| 3   | BMW Sauber          | 4      | Ret | 2   | 3   | 4   | 4   | 2   | 1   | 5   | Ret | 7   | 8   | 3   | 6   | 3   | 11  | 2   | 6   | 11  | 135  |
| 4   | Renault             | 5      | 4   | 8   | 10  | Ret | 6   | 10  | Ret | 8   | 6   | 11  | 4   | Ret | 4   | 4   | 1   | 1   | 4   | 2   | 80   |
| 4   | Renault             | 6      | Ret | 11  | Ret | Ret | 15  | Ret | Ret | 7   | Ret | 2   | 6   | 11  | Ret | 10  | Ret | 4   | 8   | Ret | 80   |
| 5   | Toyota              | 11     | Ret | 4   | 6   | 8   | 10  | 13  | 6   | 3   | 7   | 9   | 7   | 5   | 16  | 11  | Ret | 5   | Ret | 8   | 56   |
| 5   | Toyota              | 12     | Ret | Ret | 9   | 11  | 13  | 12  | 4   | 11  | 12  | Ret | 2   | 7   | 9   | 13  | 4   | Ret | 7   | 6   | 56   |
| 6   | Toro Rosso-Ferrari  | 14     | 7†  | Ret | 15  | Ret | Ret | Ret | 13  | 17  | 11  | 12  | 18  | 10  | 7   | 18  | 12  | 10  | 13  | 14  | 39   |
| 6   | Toro Rosso-Ferrari  | 15     | Ret | Ret | Ret | Ret | 17  | 5   | 8   | 12  | Ret | 8   | Ret | 6   | 5   | 1   | 5   | 6   | 9   | 4   | 39   |
| 7   | Red Bull-Renault    | 9      | Ret | 9   | 18  | 12  | 9   | Ret | 3   | 9   | Ret | 13  | 11  | 17  | 11  | 16  | 7   | Ret | 10  | Ret | 29   |
| 7   | Red Bull-Renault    | 10     | Ret | 7   | 7   | 5   | 7   | 4   | 12  | 6   | 10  | Ret | 9   | 12  | 8   | 8   | Ret | 8   | 14  | 9   | 29   |
| 8   | Williams-Toyota     | 7      | 3   | 14  | 8   | Ret | 8   | Ret | 10  | 16  | 9   | 10  | 14  | 8   | 12  | 14  | 2   | 11  | 15  | 12  | 26   |
| 8   | Williams-Toyota     | 8      | 6   | 17  | 14  | 7   | Ret | 7   | Ret | 15  | 8   | 14  | 13  | 15  | 14  | 12  | 8   | 15  | 12  | 17  | 26   |
| 9   | Honda               | 16     | Ret | 10  | Ret | 6   | 11  | 11  | 11  | Ret | Ret | 17  | 12  | 13  | 15  | 15  | 9   | 14  | 16  | 13  | 14   |
| 9   | Honda               | 17     | DSQ | 13  | 11  | Ret | 14  | 6   | 7   | 14  | 3   | Ret | 16  | 16  | Ret | 17  | Ret | 13  | 11  | 15  | 14   |
| 10  | Force India-Ferrari | 20     | Ret | Ret | 19  | Ret | 16  | Ret | Ret | 19  | Ret | 15  | Ret | Ret | 13  | 19  | Ret | Ret | Ret | 16  | 0    |
| 10  | Force India-Ferrari | 21     | Ret | 12  | 12  | 10  | Ret | Ret | Ret | 18  | Ret | 16  | 15  | 14  | 17  | Ret | 14  | Ret | 17  | 18  | 0    |
| 11  | Super Aguri-Honda‡  | 18     | Ret | 16  | 17  | 13  | WD  |     |     |     |     |     |     |     |     |     |     |     |     |     | 0    |
| 11  | Super Aguri-Honda‡  | 19     | Ret | 15  | 16  | Ret | WD  |     |     |     |     |     |     |     |     |     |     |     |     |     | 0    |
| Pos | Konstruktérr        | Vůz č. | AUS | MAL | BHR | ESP | TUR | MON | CAN | FRA | GBR | GER | HUN | EUR | BEL | ITA | SIN | JPN | CHN | BRA | Body |

| Legenda k tabulce | Legenda k tabulce                                                                       |
| Barva             | Výsledek                                                                                |
| ----------------- | --------------------------------------------------------------------------------------- |
| Zlatá             | Vítěz                                                                                   |
| Stříbrná          | 2. místo                                                                                |
| Bronzová          | 3. místo                                                                                |
| Zelená            | Bodované umístění                                                                       |
| Modrá             | Nebodované umístění                                                                     |
| Modrá             | Dokončil neklasifikován (NC)                                                            |
| Fialová           | Odstoupil (Ret)                                                                         |
| Červená           | Nekvalifikoval se (DNQ)                                                                 |
| Červená           | Nepředkvalifikoval se (DNPQ)                                                            |
| Černá             | Diskvalifikován (DSQ)                                                                   |
| Bílá              | Nestartoval (DNS)                                                                       |
| Bílá              | Závod zrušen (C)                                                                        |
| Světle modrá      | Pouze trénoval (PO)                                                                     |
| Světle modrá      | Páteční testovací jezdec (TD)                                                           |
| Bez barvy         | Netrénoval (DNP)                                                                        |
| Bez barvy         | Vyřazen (EX)                                                                            |
| Bez barvy         | Nepřijel (DNA)                                                                          |
| Bez barvy         | Odvolal účast (WD)                                                                      |
| Bez barvy         | Nezúčastnil se (prázdné)                                                                |
| Označení          | Význam                                                                                  |
| Tučnost           | Pole position                                                                           |
| Kurzíva           | Nejrychlejší kolo                                                                       |
| †                 | Jezdec nedojel do cíle, ale byl klasifikován, protože odjel více než 90 % délky závodu. |
| ‡                 | Byl udělován poloviční počet bodů, protože bylo odjeto méně než 75 % délky závodu.      |
| Horní index       | Umístění bodujících jezdců ve sprintu                                                   |